# 優希まこと
優希 まこと（ゆうき まこと、1990年7月7日 - ）は、日本のAV女優、元レースクイーン、元グラビアアイドル、元子役。
神奈川県出身
ロゼオプロモーション所属。

## 略歴
AVデビュー前には子役、レースクイーン、グラビアアイドル活動をしていた。
2010年9月1日、アリスJAPAN、MOODYZより同時デビュー。
2012年3月にAVを引退したが、2014年に復帰。

## 人物
- 2011年7月23日放送の『FNS27時間テレビ』内の「さんま・中居の今夜も眠れない」にて「ラブメイト10」の第8位に選ばれた。

## 作品

### イメージビデオ
2011年
- ヴィーナスフューチャー 優希まこと（1月24日、Pigoo）
- たびとも 周防ゆきこ×優希まこと（2月9日、Pigoo）
- 裸体（2月25日、Shuffle）

### アダルトビデオ
2010年
- 芸能人×アリスJAPAN（9月1日、アリスJAPAN）
- 芸能人AV解禁 優希まこと（9月1日、MOODYZ）
- 女尻 優希まこと（10月8日、アリスJAPAN）
- まこと先生の、カラダで教える誘惑授業（10月13日、MOODYZ）
- 出会って4秒で合体（11月12日、アリスJAPAN）
- 猛烈なKISSと絡み合う肉体vol.2（11月13日、MOODYZ）
- 終わらないお掃除フェラ 優希まこと（12月10日、アリスJAPAN）
- 青姦露出（12月13日、MOODYZ）

2011年
- 潮吹きおもらし調教ナース（1月13日、MOODYZ）
- 憧れの競泳水着インストラクター 優希まこと（1月14日、アリスJAPAN）
- アリスJAPAN専属女優 優希まことの超高級ソープ!（2月11日、アリスJAPAN）
- 突然ファンのお宅に優希まことが訪問!!（2月13日、MOODYZ）
- Girl’s Walk（3月11日、アリスJAPAN)
- 本能を呼び覚ます濃厚なる4つのSEX 優希まこと（4月8日、アリスJAPAN)
- 芸能人撮影会（5月13日、アリスJAPAN）
- 大人ブルマー（6月24日、アリスJAPAN）
- ハードにイカセて 優希まこと（7月22日、アリスJAPAN）
- スポーツジムの女 優希まこと（8月26日、アリスJAPAN）
- デカチン味くらべ 優希まこと（9月23日、アリスJAPAN）
- 10回射精しても終わらないセックス 優希まこと（10月28日、アリスJAPAN）
- 出会って4秒で合体アゲイン 優希まこと（11月25日、アリスJAPAN）
- 会心の一撃顔射（12月23日、アリスJAPAN）

2012年
- 電話中の彼女にいたずら 優希まこと（1月27日、アリスJAPAN）
- まこととイク!早漏改善合宿（2月24日、アリスJAPAN）
- 優希まこと ザ・ファイナル（3月23日、アリスJAPAN）
- 満開アリスた〜ず★（9月14日、アリスJAPAN） -  進行役

2014年
- AV復活（3月14日、アリスJAPAN）
- 潮吹き覚醒（4月11日、アリスJAPAN）
- 人間廃業 優希まこと（5月9日、アリスJAPAN）
- 優希まこと THE BEST 8時間（7月25日、アリスJAPAN） ※総集編
- たまに抜いてくれる看護婦さん（8月22日、アリスJAPAN）
- 毎日やらしいパンスト履いてる女子社員 優希まこと（9月26日、アリスJAPAN）
- いやらしい接吻と交尾 優希まこと（10月24日、アリスJAPAN）

### WEB
- ダブルデート（2011年1月18日、XCITY） 共演：美咲みゆ

## 書籍
- ムーディーズ10周年記念本!!〈オークスムック 264〉（2010年8月27日、オークス）
- 競泳水着エロボディ〈ミリオンムック90〉（2011年8月8日、ミリオン出版）
- 週刊プレイボーイ（2012年1月21日、集英社）

### 写真集
- ラブタビ（2014年2月19日、双葉社、撮影：冨貴塚宏樹）ISBN 978-4575306224

## 出演

### テレビ
- ちょいとマスカット!（2010年7月7日 - 2010年9月29日、テレビ東京）
- ビ〜チ9（2010年11月6日、11月13日、テレビ埼玉） -  矢吹杏と共にゲスト
- ヴィーナス・フューチャー #87（2010年、エンタ!371）
- 桃のささやき #18（2011年3月2日初回放送、MONDO TV）
- 胸キュン!アリスたーず（2011年10月16日 - 2012年2月16日、エンタ!371）
- ゴッドタン（2012年1月14日、テレビ東京）
- 闇金ウシジマくん Season2 第4話（2014年2月7日、毎日放送） - 上原憂 役
- ヴィーナス・フューチャー #126(2014年3月、エンタ!959）

### 映画・PV
- かんなの水魚 グラビアモデル淫乱日記（2011年、鳴海カンナ役）
- かんなの水魚2 密かな性癖（2011年、鳴海カンナ役）
- デコトラギャル美菜（2011年5月20日、GPミュージアム）
- 「永遠はなくても」歌:真崎ゆか（ユニバーサルミュージック）

### イメージガール
- Marioレーシングギャル（2008年） ※Ciell（シエル）名義